# 马西莫·科斯坦蒂尼
马西莫·科斯坦蒂尼（義大利語：Massimo Costantini，1958年3月28日—），意大利男子乒乓球运动员。他曾代表意大利参加1988年夏季奥林匹克运动会乒乓球比赛，结果在男子单打小项上排名小组第六名。